# Sega Mega Drive Collection
Sega Mega Drive Collection (conocido en Norteamérica como Sega Génesis Collection) es una recopilación de videojuegos para PlayStation 2 y PSP, compilados y emulados por Digital Eclipse. Consta de un total de 28 videojuegos de Mega Drive además de otros 5 extras des bloqueables lanzados entre los años 1989 y 1996. 
Más tarde fue lanzada otra recopilación de videojuegos llamada Sega Mega Drive Ultimate Collection, que tiene los mismos videojuegos que se encuentran en esta colección y algunos más.

## Lista de videojuegos
1. Alex Kidd in Enchanted World Lanzado en 1989
2. Altered Beast (versiones de Mega Drive y Arcade (versión Arcade solo para PS2), Lanzado en 1989
3. Bonanza Bros. Lanzado en 1990
4. Columns Lanzado en 1990
5. Comix Zone Lanzado en 1995
6. Decap Attack Lanzado en 1991
7. Ecco the Dolphin Lanzado en 1992
8. Ecco: The Tides of Time Lanzado en 1994
9. Ecco Jr. Lanzado en 1995
10. Flicky Lanzado en 1991
11. Gain Ground Lanzado en 1991
12. Golden Axe (versión de Mega Drive) Lanzado en 1989
13. Golden Axe II Lanzado en 1991
14. Golden Axe III Lanzado en 1993
15. Kid Chameleon Lanzado en 1992
16. Phantasy Star II Lanzado en 1989
17. Phantasy Star III: Generations of Doom Lanzado en 1991
18. Phantasy Star IV: The End of the Millennium Lanzado en 1994
19. Ristar Lanzado en 1995
20. Shadow Dancer: The Secret of Shinobi (no disponible en la versión PAL) Lanzado en 1990
21. Shinobi III: Return of the Ninja Master Lanzado en 1993
22. Sonic the Hedgehog Lanzado en 1991
23. Sonic the Hedgehog 2 Lanzado en 1992
24. Super Thunder Blade Lanzado en 1988
25. Sword of Vermilion Lanzado en 1990
26. Vectorman Lanzado en 1995
27. Vectorman 2 Lanzado en 1996
28. Virtua Fighter 2 (versión de Mega Drive) Lanzado en 1996

## Extras
Esta colección también incluye más de 35 minutos de entrevistas des bloqueables a Sega Japón, un "Museo" con datos sobre los juegos, consejos estratégicos para cada videojuego y un set de 5 juegos Arcades clásicos de Sega para desbloquear.
Los títulos disponibles para desbloquear en PlayStation 2 son: Altered Beast Arcade, Future Spy, Tac/Scan, Zaxxon, y Zektor.
Los títulos disponibles para desbloquear en PSP son: Astro Blaster, Congo Bongo, Eliminator, Space Fury, y Super Zaxxon.

## Reacción
- Game Informer – 8.75/10
- GameSpot – 8.1/10
- GameSpy – 4/5
- GameZone – 9/10
- IGN – 8.6/10
- Deeko – 8/10
- AceGameZ – 9/10
- GameShark – A/A+
- GameTrailers – 8.8/10
- Amped IGO – 9/10
- Cheat CC – 4.5/5
- X-Play – 4/5
- Gamereactor – 8/10 (Suecia)
- Level – 9/10 (Suecia)
- Mansized – 4/5

El juego ganó el premio Reader's Choice "Mejor Compilado de Juegos" en "Los Mejores Y Peores del 2006" de Gamespot.

## Remake
Una nueva y mejorada versión, Sega Mega Drive Ultimate Collection, fue lanzada para Xbox 360 y PlayStation 3, habilitando la visualización en Alta Definición a través de realce visual y filtros.